# Béchara el-Khoury

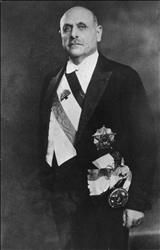
Béchara el-Khoury

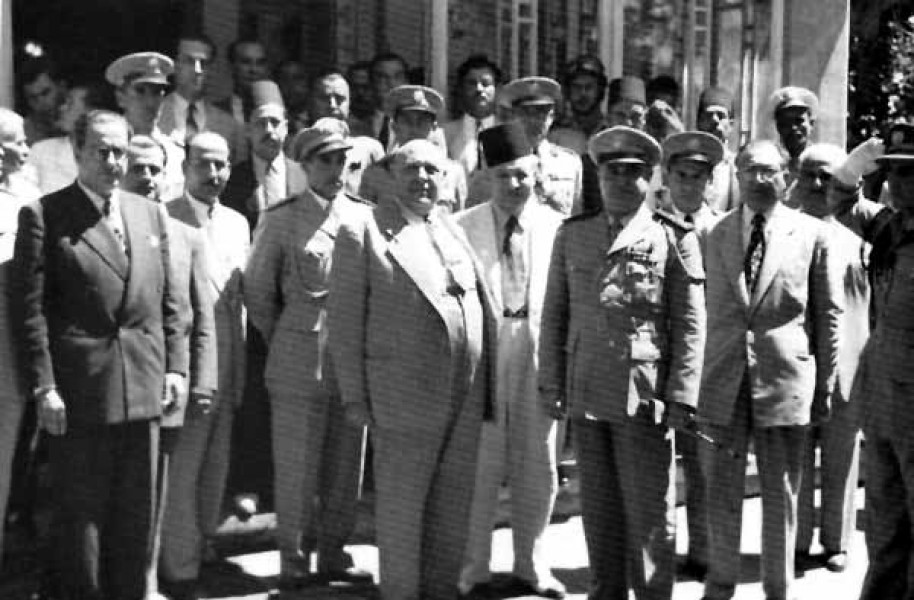
Syrisch-Libanesischer Gipfel im Juli 1949. Von links: Muhsin al-Barazi, Husni az-Za'im, Riad as-Solh und el-Khoury

Béchara El-Khoury (arabisch بشارة الخوري Bischāra al-Chūrī, DMG Bišāra al-Ḫūrī; * 10. August 1890 in Beirut; † 11. Januar 1964 ebenda) war der erste Präsident des Libanon. Er war vom 21. September 1943 bis zum 18. September 1952 (mit einer eintägigen Unterbrechung am 22. November 1943) im Amt. Zuvor war er zweimal libanesischer Ministerpräsident und zwar vom 5. Mai 1927 bis zum 10. August 1928 und dann vom 9. Mai bis 11. Oktober 1929.

## Leben
Khourys Großvater war der Notar von Béchir II Chéhab, sein Vater war Büroleiter des Moutassarifat du Mont-Liban. Khoury besuchte das Collège des jésuites in Beirut und studierte 1909–1912 Recht in Paris. Dort erwarb er sein Lizenziat. Zurück in Beirut wurde er Mitarbeiter in der Kanzlei von Émile Eddé.
Als der Erste Weltkrieg endete, war er 28 Jahre alt. Während des Kriegs lebte er drei Jahre in Ägypten im Exil, wo er die meiste Zeit in Kairo und Alexandria verbrachte. Nach dem Krieg hatten die Siegermächte Frankreich und Großbritannien das zerfallene Osmanische Reich entgegen vorherigen Zusicherungen unter ihre Herrschaft gebracht und dies durch mehrere Völkerbundmandate abgesichert. Khoury war Rechtsanwalt und gründete die ad-Dustour-Partei. Im April 1922 heiratete er Laure Chiha, die einer Familie mit weitreichenden Beziehungen entstammte, Michel Chiha war ihr Bruder. Am 31. Mai 1926 wurde Khoury Innenminister.
Als arabischer Nationalist lehnte er das französische Völkerbundmandat für Syrien und Libanon vehement ab und strebte für sein Land nach Unabhängigkeit. Am 11. November 1943 wurde er durch Truppen des unbesetzten Vichy-Frankreich im Raschaya-Turm inhaftiert, zusammen mit Riad as-Solh (dem damaligen libanesischen Ministerpräsidenten), Pierre Gemayel, Camille Chamoun und einigen anderen Persönlichkeiten, welche die libanesische Politik nach der Unabhängigkeit dominieren sollten. Massive Demonstrationen zwangen die französischen Truppen am 22. November 1943, die Inhaftierten freizulassen. Der Tag wird bis heute als Unabhängigkeitstag gefeiert.
Khoury war maßgeblich am Entstehen des Nationalpaktes beteiligt, einer Vereinbarung zwischen christlichen und muslimischen Führern des Libanon, welche immer noch bis heute die Grundlage der heutigen Verfassungsstruktur des Landes bildet. Diese Vereinbarung wurde in der Verfassung des Libanon bis zum Abkommen von Taif im Jahre 1989 nicht festgeschrieben und galt im Wesentlichen bis zum Beginn des Bürgerkriegs 1975. In dem Pakt akzeptierten die Christen die Einreihung des Libanon in die Arabische Liga und stimmten zu, nicht den Schutz Frankreichs zu suchen, während die Muslime den libanesischen Staat in seinen damaligen Grenzen akzeptierten und versprachen, nicht die Vereinigung mit dem benachbarten Syrien zu verlangen. Der Pakt verteilte – basierend auf dem Zensus von 1932 – die Sitze in der libanesischen Nationalversammlung in einem Verhältnis von sechs Christen zu fünf Moslems – unabhängig von der tatsächlichen Bevölkerungsentwicklung. Dieses Verhältnis wurde 1989 mit dem Abkommen von Taif auf 50:50 geändert. Am signifikantesten ist die Zuordnung der drei wichtigsten Verfassungseinrichtungen Präsident, Ministerpräsident und Parlamentssprecher jeweils zu den Maroniten, den Sunniten und Schiiten, den drei größten Konfessionen des Libanon.
Khourys Amtsjahre wurden von einem großen wirtschaftlichem Wachstum begleitet, aber der Palästinakrieg von 1948, in welchem Libanon an der Seite der Araber gegen Israel kämpfte, belastete die libanesische Wirtschaft mit den finanziellen Kosten und einigen hunderttausend palästinensischen Flüchtlingen. Diese Faktoren und die Verdächtigung von Korruption in Khourys Regierung verursachten Massenproteste, die ihn am 18. September 1952 zum Rücktritt zwangen. Sein Nachfolger war Camille Chamoun, obwohl zunächst Fuad Schihab für eine kurze Zeit die Amtsgeschäfte führte.

## Schriften
- Essai sur la théorie des preuves en droit musulman. Aperçu de droit comparé avec la législation française. Beyrouth 1926.